# Чумбруд (Алба)
Чумбруд (рум. Ciumbrud) насеље је у Румунији у округу Алба у општини Ајуд. Oпштина се налази на надморској висини од 254 m.

## Становништво
Према подацима из 2002. године у насељу је живело 1365 становника.

### Попис2002.
| Расподела становништва по националности 2002.‍ | Расподела становништва по националности 2002.‍ | Расподела становништва по националности 2002.‍ | Расподела становништва по националности 2002.‍ | Расподела становништва по националности 2002.‍ |
| --------------------------------------------- | --------------------------------------------- | --------------------------------------------- | --------------------------------------------- | --------------------------------------------- |
|                                               |                                               |                                               |                                               |                                               |
| Румуни                                        | Румуни                                        |                                               | 997                                           | 73,0%                                         |
| Мађари                                        | Мађари                                        |                                               | 352                                           | 25,8%                                         |
| Роми                                          | Роми                                          |                                               | 16                                            | 1,2%                                          |